# Diplazium velaminosum
Diplazium velaminosum är en majbräkenväxtart som först beskrevs av Friedrich Ludwig Diels och som fick sitt nu gällande namn av Pichi-serm.
Diplazium velaminosum ingår i släktet Diplazium och familjen Athyriaceae. Inga underarter finns listade i Catalogue of Life.